# Anacroneuria pallida
Anacroneuria pallida är en bäcksländeart som beskrevs av Jewett 1958. Anacroneuria pallida ingår i släktet Anacroneuria och familjen jättebäcksländor. Inga underarter finns listade i Catalogue of Life.